# دون كوكل
دون كوكل (بالإنجليزية: Don Cockell)‏ مواليد 22 سبتمبر 1928 في لندن، إنجلترا - الوفاة 18 يوليو 1983 في لندن، كان ملاكم بريطاني سابق صنّف ضمن فئة الوزن الثقيل.

## إحصائيات
خاض خلال مسيرته 81 نزالا، فاز في 66 وتعادل في 1 وخسر في 14. فاز بالضربة القاضية في 38 نزالا.

## روابط خارجية
- دون كوكل على موقع بوكس ريك (الإنجليزية) (registration required)